# 1128
Il 1128 (MCXXVIII in numeri romani) è un anno bisestile del XII secolo.

## Nati
- Absalon, arcivescovo cattolico e politico danese († 1201)
- Adolfo II di Schaumburg, nobile tedesco († 1164)
- Costanza di Francia, nobildonna francese († 1176)
- Elisabetta d'Ungheria, nobile ungherese († 1154)
- Giuliano di Cuenca, vescovo cattolico e santo spagnolo († 1208)
- Guerino FitzGerold Ciambellano, nobile e cavaliere medievale britannico († 1157)
- Ludovico II di Turingia, nobile tedesco († 1172)
- Lorenzo O'Toole, arcivescovo cattolico e santo irlandese († 1180)
- Ottone I di Brandeburgo, nobile tedesco († 1184)
- Stefano di Tournai, vescovo francese († 1203)
- Al-Mīrtulī, mistico e poeta arabo († 1207)
- Costanza d'Antiochia, principessa († 1163)

## Morti
- 12 febbraio - Toghtigin, condottiero e politico turco
- 2 giugno - Pier Leoni, politico italiano
- 28 luglio - Guglielmo Cliton, nobile normanno (n. 1102)
- 10 agosto - Fujiwara no Kiyohira, militare giapponese (n. 1056)
- 5 settembre - Rainulfo Flambard, vescovo cattolico francese
- 14 settembre - Macario II di Alessandria, arcivescovo cristiano orientale egiziano
- 4 dicembre - Enrico II della marca del Nord, nobile tedesco (n. 1102)
- Aimone I di Ginevra, nobile franco
- Giovanni Baldesio, politico italiano (n. 1052)
- Costantino I di Torres
- Gerardo Primiero, vescovo cattolico italiano
- Guermondo di Picquigny, patriarca cattolico francese
- Ottaviano di Savona, vescovo cattolico italiano

## Calendario
| Calendario 1128 | Calendario 1128 | Calendario 1128 | Calendario 1128 | Calendario 1128 | Calendario 1128 | Calendario 1128 | Calendario 1128 | Calendario 1128 | Calendario 1128 | Calendario 1128 | Calendario 1128 | Calendario 1128 | Calendario 1128 | Calendario 1128 | Calendario 1128 | Calendario 1128 | Calendario 1128 | Calendario 1128 | Calendario 1128 | Calendario 1128 | Calendario 1128 | Calendario 1128 | Calendario 1128 | Calendario 1128 | Calendario 1128 | Calendario 1128 | Calendario 1128 | Calendario 1128 | Calendario 1128 | Calendario 1128 | Calendario 1128 | Calendario 1128 |
| --------------- | --------------- | --------------- | --------------- | --------------- | --------------- | --------------- | --------------- | --------------- | --------------- | --------------- | --------------- | --------------- | --------------- | --------------- | --------------- | --------------- | --------------- | --------------- | --------------- | --------------- | --------------- | --------------- | --------------- | --------------- | --------------- | --------------- | --------------- | --------------- | --------------- | --------------- | --------------- | --------------- |
|                 | 1               | 2               | 3               | 4               | 5               | 6               | 7               | 8               | 9               | 10              | 11              | 12              | 13              | 14              | 15              | 16              | 17              | 18              | 19              | 20              | 21              | 22              | 23              | 24              | 25              | 26              | 27              | 28              | 29              | 30              | 31              |                 |
| Gennaio         | Do              | Lu              | Ma              | Me              | Gi              | Ve              | Sa              | Do              | Lu              | Ma              | Me              | Gi              | Ve              | Sa              | Do              | Lu              | Ma              | Me              | Gi              | Ve              | Sa              | Do              | Lu              | Ma              | Me              | Gi              | Ve              | Sa              | Do              | Lu              | Ma              |                 |
| Febbraio        | Me              | Gi              | Ve              | Sa              | Do              | Lu              | Ma              | Me              | Gi              | Ve              | Sa              | Do              | Lu              | Ma              | Me              | Gi              | Ve              | Sa              | Do              | Lu              | Ma              | Me              | Gi              | Ve              | Sa              | Do              | Lu              | Ma              | Me              |                 |                 |                 |
| Marzo           | Gi              | Ve              | Sa              | Do              | Lu              | Ma              | Me              | Gi              | Ve              | Sa              | Do              | Lu              | Ma              | Me              | Gi              | Ve              | Sa              | Do              | Lu              | Ma              | Me              | Gi              | Ve              | Sa              | Do              | Lu              | Ma              | Me              | Gi              | Ve              | Sa              |                 |
| Aprile          | Do              | Lu              | Ma              | Me              | Gi              | Ve              | Sa              | Do              | Lu              | Ma              | Me              | Gi              | Ve              | Sa              | Do              | Lu              | Ma              | Me              | Gi              | Ve              | Sa              | Do              | Lu              | Ma              | Me              | Gi              | Ve              | Sa              | Do              | Lu              |                 |                 |
| Maggio          | Ma              | Me              | Gi              | Ve              | Sa              | Do              | Lu              | Ma              | Me              | Gi              | Ve              | Sa              | Do              | Lu              | Ma              | Me              | Gi              | Ve              | Sa              | Do              | Lu              | Ma              | Me              | Gi              | Ve              | Sa              | Do              | Lu              | Ma              | Me              | Gi              |                 |
| Giugno          | Ve              | Sa              | Do              | Lu              | Ma              | Me              | Gi              | Ve              | Sa              | Do              | Lu              | Ma              | Me              | Gi              | Ve              | Sa              | Do              | Lu              | Ma              | Me              | Gi              | Ve              | Sa              | Do              | Lu              | Ma              | Me              | Gi              | Ve              | Sa              |                 |                 |
| Luglio          | Do              | Lu              | Ma              | Me              | Gi              | Ve              | Sa              | Do              | Lu              | Ma              | Me              | Gi              | Ve              | Sa              | Do              | Lu              | Ma              | Me              | Gi              | Ve              | Sa              | Do              | Lu              | Ma              | Me              | Gi              | Ve              | Sa              | Do              | Lu              | Ma              |                 |
| Agosto          | Me              | Gi              | Ve              | Sa              | Do              | Lu              | Ma              | Me              | Gi              | Ve              | Sa              | Do              | Lu              | Ma              | Me              | Gi              | Ve              | Sa              | Do              | Lu              | Ma              | Me              | Gi              | Ve              | Sa              | Do              | Lu              | Ma              | Me              | Gi              | Ve              |                 |
| Settembre       | Sa              | Do              | Lu              | Ma              | Me              | Gi              | Ve              | Sa              | Do              | Lu              | Ma              | Me              | Gi              | Ve              | Sa              | Do              | Lu              | Ma              | Me              | Gi              | Ve              | Sa              | Do              | Lu              | Ma              | Me              | Gi              | Ve              | Sa              | Do              |                 |                 |
| Ottobre         | Lu              | Ma              | Me              | Gi              | Ve              | Sa              | Do              | Lu              | Ma              | Me              | Gi              | Ve              | Sa              | Do              | Lu              | Ma              | Me              | Gi              | Ve              | Sa              | Do              | Lu              | Ma              | Me              | Gi              | Ve              | Sa              | Do              | Lu              | Ma              | Me              |                 |
| Novembre        | Gi              | Ve              | Sa              | Do              | Lu              | Ma              | Me              | Gi              | Ve              | Sa              | Do              | Lu              | Ma              | Me              | Gi              | Ve              | Sa              | Do              | Lu              | Ma              | Me              | Gi              | Ve              | Sa              | Do              | Lu              | Ma              | Me              | Gi              | Ve              |                 |                 |
| Dicembre        | Sa              | Do              | Lu              | Ma              | Me              | Gi              | Ve              | Sa              | Do              | Lu              | Ma              | Me              | Gi              | Ve              | Sa              | Do              | Lu              | Ma              | Me              | Gi              | Ve              | Sa              | Do              | Lu              | Ma              | Me              | Gi              | Ve              | Sa              | Do              | Lu              |                 |